# إتش إم 1938
إتش إم 1938 هو هاون ثقيل من عيار 120 مم.

## الوصف
يتكون المدفع من ثلاثة أجزاء بوزن كلي 280 كغم:
- السبطانة ويبلغ طولها 1862 مم.
- المنصب الثنائي لتحكم في الارتفاع العمودي لفوهة المدفع.
- القاعدة الدائرية والتي تسهل عملية التوجيه الافقي للمدفع دون الحاجة إلى حفر.

المشكلة الرئيسية في المدفع كانت عدم الدقة عند الإطلاق السريع نتيجة انحراف الفوهة وتم حل ذلك بشكل جزئي في النسخة المعدلة (إتش إم 1943) عن طريق منظومة تخميد أسفل قاعدة المنصب الثنائي.

## التاريخ
بدأ إنتاج السلاح فب عام 1939 وقد تم استعماله من قبل القوات السوفيتية لغرض الإسناد المدفعي خلال الحرب العالمية الثانية ومع تطور مجريات الحرب تم إلحاق هذه المدافع كمجموعات على مستوى الكتائب المشاة, ونظرا لكفائته العالية وتناسب قابلية الحركة مع وزن القذيفة قام الالمان باستعمال المدافع المأسورة عند بداية الغزو كما قاموا بإنتاج نسخة منه تحت اسم (Granatwerfer 42)مع بعض التعديلات الطفيفة، وقد امتاز السلاح بقابلية حركة عالية نتيجة استعمال عربة لتحميل المدفع دون الحاجة إلى تفكيكه وذلك مكن وحدات المشاة من القيام بعمليات قصف ثم الانسحاب بسرعة عن طريق جر العربة باستعمال الاليات أو الخيول.
استمر إنتاج السلاح بعد الحرب وقام الاتحاد السوفيتي بتزويد الدول الحليفة له بنسخ من هذا المدفع وقد لوحظ خلال حرب فيتنام.

## الذخائر
تم إنتاج ثلاث أنواع من الذخائر:
- الذخيرة شديدة الانفجار بوزن 16 كغم.
- قذيفة دخانية.
- قذيفة كيميائية.